# Abane ibne Ualide ibne Uqueba
Abane ibne Alualide ibne Uqueba (Aban ibn al-Walid ibn Uqba) foi membro da dinastia omíada como governador de Homs, Quinacerim (com a Jazira) e Armênia pelos califas Maruane I (r. 684–685) e Abedal Maleque ibne Maruane (r. 685–705). Seu irmão Otomão pode ter sido seu representante na Armênia, ou um governador em seu próprio direito, enquanto outro representante seu foi Dinar ibne Dinar, que derrotou os bizantinos em 694.